# Anton Pilka
Anton Pilka (2. října 1942 Lysica – 31. ledna 2019 Bratislava) byl slovenský fotbalista, obránce.

## Fotbalová kariéra
V československé lize hrál za ZVL Žilina. Nastoupil ve 4 ligových utkáních. Gól v lize nedal. Do Žiliny přestoupil před jarní částí sezóny 1968/69 z Tatranu Prešov.

## Ligová bilance
| Ročník                                   | Zápasy | Góly | Minuty | Klub       |
| ---------------------------------------- | ------ | ---- | ------ | ---------- |
| 1. československá fotbalová liga 1968/69 | 4      | 0    | 159    | ZVL Žilina |
| CELKEM                                   | 4      | 0    | 159    |            |